# Pseudibatia ciliata
Pseudibatia ciliata là một loài thực vật có hoa trong họ La bố ma. Loài này được (E. Fourn.) Malme miêu tả khoa học đầu tiên năm 1927.